# Bhabha (cràter)
|  | No s'ha de confondre amb el cràter lunar Bawa. |

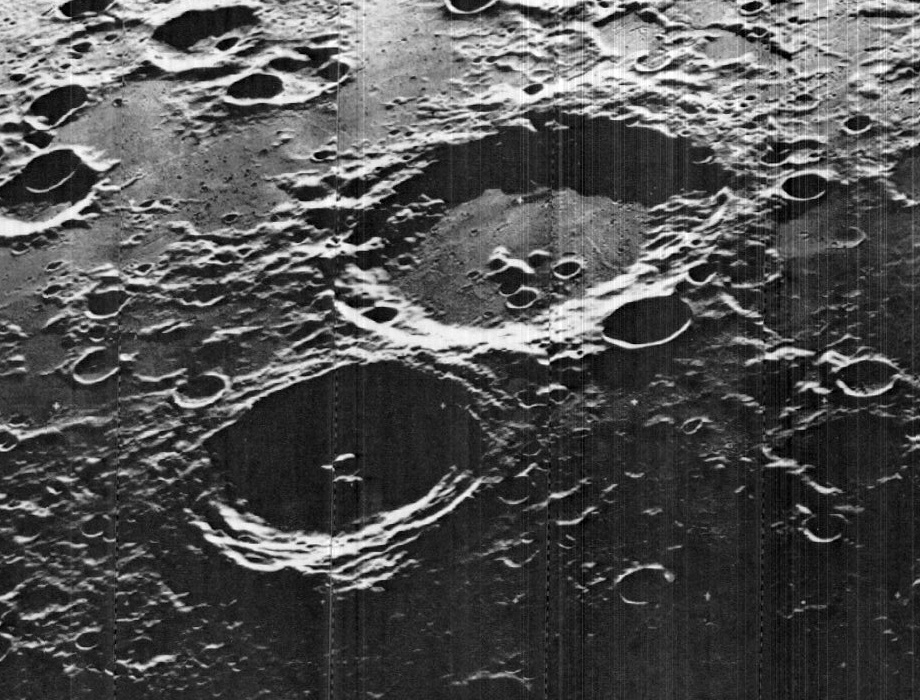
Imatge obliqua des de la Lunar Orbiter 5, amb Bose (a dalt dreta) i Bhabha (a baix esquerra)

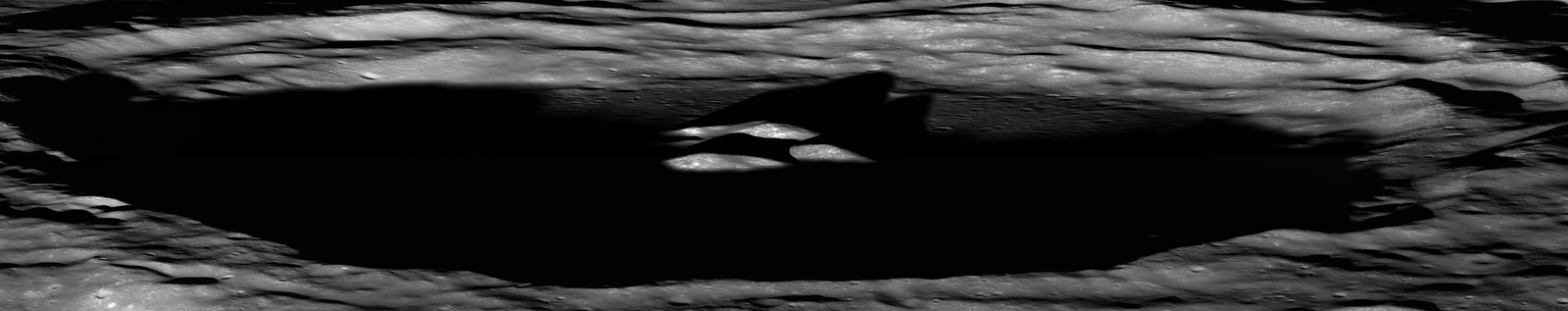
Fotografia de la missió Lunar Reconnaissance Orbiter

Bhabha és un cràter d'impacte lunar que es troba en la part sud de la cara oculta de la Lluna. Gairebé s'uneix al bord sud-est del cràter Bose (una mica més gran). L'exterior de la rampa que el cràter ha produït provoca una lleugera protuberància cap a l'interior al llarg de la cara nord-oest de Bhabha. Altres cràters propers són Stoney a l'est, i Bellinsgauzen al sud.

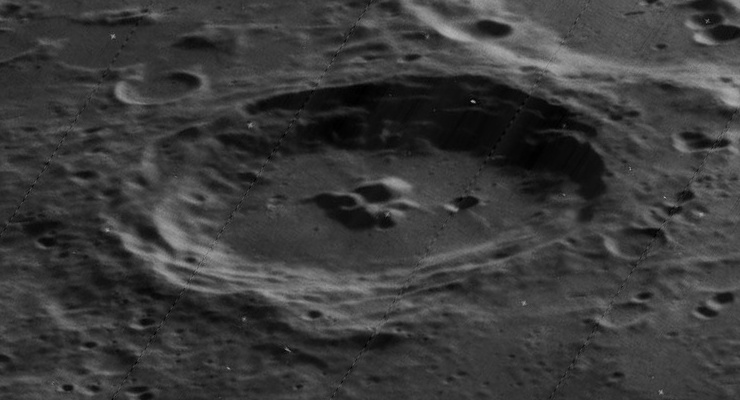
Imatge obliqua des de la Lunar Orbiter 5

És un cràter relativament intacte, amb una paret interior conservada perfectament en forma de terrassa, especialment en la part sud-est del cràter, i gairebé desapareix al llarg del bord nord-nord-oest, on la paret interna queda en el seu grau mínim. La vora i la paret interior no s'han erosionat significativament, i no hi ha altres cràters al llarg del seu contorn.
El pis interior té una formació de pics centrals que formen un semicercle amb la concavitat interior oberta cap al nord. La resta de la planta és relativament plana, amb una única petita marca en la part nord.
Bhabha (64 km de diàmetre) va ser nomenat en honor del físic Homi Jehangir Bhabha (1909-1966), pioner de la física nuclear a l'Índia, el seu país d'origen.